# Shauna Kuebeck
Shauna Ailein Kuebeck (ur. 16 stycznia 1997) – kanadyjska zapaśniczka walcząca w stylu wolnym. Zajęła ósme miejsce na mistrzostwach świata w 2022 roku.
Piąta na igrzyskach panamerykańskich w 2023. Brązowa medalistka mistrzostw panamerykańskich w 2020, a także akademickich MŚ w 2018 roku.
Zawodniczka Port Perry High School z Port Perry w Scugog i Brock University.